# 오로르 클레망
오로르 클레망(Aurore Clément, 1945년 10월 12일 ~ )은 프랑스의 배우이다.

## 출연 작품
- 누군가 어디에서 나를 기다리면 좋겠다 (2019)
- 샹송가수 바르바라 (2017)
- 비거 스플래쉬 (2015)
- 나의 사적인 여자친구 (2014)
- 헤드원즈 (2011)
- 라스트 윈터 (2011)
- 저는 무인지대입니다 (2010)
- 웨딩 케이크 (2010)
- 피나 콜라다 (2009)
- 불안(프랑스어판) (2009)
- 전쟁론 (2008)
- 하루, 48시간 (2008)
- 코텍스 (2008)
- 구름 (2007)
- 마이 브라더 마리 (2006)
- 마리 앙투아네트 (2006)
- 리틀 예루살렘 (2005)
- 해피리 에버 애프터 (2005)
- 신부 들러리 (2004)
- 이사 소동 (2004)
- 빅토와르 (2004)
- 즐거운 여행 (2003)
- 트러블 에브리 데이 (2001)
- 탕기 (2001)
- 러브 미 (2000)
- 젯 셋 (2000)
- 갇힌 여인 (2000)
- 아방드르 (1998)
- Ici, la ou ailleurs (1996)
- 내 안의 남자 (1996)
- 마리 (1994)
- 사랑의 코미디 (1989)
- 파리 텍사스 (1984)
- 80년대 (1983)
- 남쪽 (1982)
- 폭풍의 밤 (1982)
- 굿 뉴스 (1979)
- 러버스 앤 라이어스 (1979)
- 지옥의 묵시록 (1979)
- 안나의 랑데부 (1978)
- 북 치는 게 (1977)
- 디어 마이클 (1976)
- 라콤 루시앙 (1974)